# Юске Кітаґава
Юске Кітаґава (яп. 喜多川 祐介, кириліз.: Кітаґава Юске) — один із головних персонажів та учасників команди у відеогрі Persona 5 (2016). В японській версії його озвучує Томокадзу Суґіта, а в англійській — Метью Мерсер.
Юске Кітаґава є учасником групи Примарних крадіїв сердець, яка прагне «змінювати серця» людей, що завдають шкоди іншим. Він приєднується до команди після пробудження власної Персони — Ґоемона, та бере собі кодове ім’я Лис (яп. フォックス, кириліз.: Фоккусу). Юске — ексцентричний і пристрасний митець, який навчається під опікою Ічірюсая Мадараме — відомого художника, що стає ціллю Примарних крадіїв після того, як з’ясовується, що він зловживає довірою учнів і причетний до смерті матері Юске. Після своєї появи в грі Кітаґава здобув переважно позитивні відгуки, зокрема завдяки своїй ексцентричній, соціально незграбній натурі та глибокій пристрасті до мистецтва. Високу оцінку також отримало озвучення персонажа — Томокадзу Суґітою в японській версії та Меттью Мерсером в англійській.

## Концепція та створення
Юске Кітаґава був створений для Persona 5 дизайнером персонажів Шіґенорі Соеджімою. Його кодове ім’я у складі Примарних крадіїв — Лис, обране з метою збереження анонімності персонажа. Дизайнер Теппей Кабаяші назвав Юске одним зі своїх улюблених персонажів для малювання. Він пояснив це тим, що Юске — кумедний герой, що давало змогу зробити ілюстрації більш жартівливими, а також тим, що він був відносно простим для швидкого опрацювання. Персона Юске в грі — Каму Сусаноо, обраний через міфологічну відповідність образу самого героя. Ім’я було обрано як «найбожественніше» з доступних. Хоча розробники спочатку вагалися щодо використання цього імені через персонажа Йоске Ханамури з Persona 4, у якого також була Персона, на ім'я Сусаноо, вони врешті зупинили вибір на Каму Сусаноо через його природу божественного трикстера. Дизайнерка Адзуса Шімада зазначала, що Юске здається серйознішим, доки гравець не дізнається його краще, і що в Persona 5 Royal це підкреслюється вже з першого погляду на його портрет.
Юске з’являється у грі Persona 5: Dancing Star Night, де його танець виконав професійний танцюрист you-Z. Через ексцентричність персонажа хореограф Теппей Кабаяші порадив танцюристу зробити рухи вільнішими й більш хаотичними, зосередженими не на видовищності, а на художньому вираженні краси — саме так, як би танцював сам Юске. Це виявилося складним завданням і потребувало кількох спроб, аби знайти правильний підхід.
Образ Юске для Dancing Star Night був розроблений Кабаяші як щось стильне, але таке, що його друзі могли б легко висміяти. Він обрав шкіряну куртку з шипами, щоби досягти цього ефекту. Для Гелловіна Юске отримав костюм японського привида. Шімада хотіла додати два вогняні кулі, що оберталися довкола нього, але відмовилася від ідеї та натомість зробила їх схожими на саморобні. Серед альтернативних концептів костюмів розглядалися образ переможеного воїна або цзянші (китайського зомбі). Розробники також планували костюм оіран (японської куртизанки), але відмовилися через складність руху в ньому під час танцю. Попри зусилля модельєра адаптувати його, ідею врешті відкинули. Іншим відхиленим варіантом був костюм, натхненний персонажем Хадзамою з Shin Megami Tensei If…, однак він виявився занадто подібним до звичайного вбрання Юске. Зрештою зупинилися на костюмі куноічі — жінки-нінджя. Для Dancing Star Night також було створено спальню Юске, в якій Адзуса Шімада розмістила дивні предмети та референс-матеріали, щоби підкреслити його як художника.

## Появи
Юске Кітаґава вперше з’являється у Persona 5 (2016) як один із головних персонажів, який згодом приєднується до Примарних крадіїв сердець. Пізніше він також з’являється у розширеній версії гри — Persona 5 Royal, яка містить новий сюжетний і персонажний контент, зокрема й для Юске. Гравець вперше зустрічає Юске після того, як Примарні крадії — Джокер, Рюджі, Морґана та Анн — змінюють серце Суґуру Камошіди та зосереджуються на новій цілі — Ічірюсай Мадараме, наставнику та названому батькові Юске, якого підозрюють у жорстокому поводженні з учнями та привласненні їхніх робіт. Юске спочатку намагається вмовити Анн позувати йому оголеною для картини, що викликає її обурення. Проте група погоджується на цю пропозицію, аби проникнути до будинку Мадараме й отримати більше інформації. Юске активно захищає наставника, вважаючи його людиною, яка дала йому дах над головою після смерті матері. Однак під час вторгнення до Палацу Мадараме — який постає як золота галерея-музей — Юске сам опиняється всередині Метавсесвіту та стикається з правдою: Мадараме не лише експлуатував своїх учнів, а й дозволив матері Юске померти від нападу, щоби викрасти її мистецтво та створити фальшиві копії для продажу. Саме в цей момент Юске пробуджує свою Персону та приєднується до Примарних крадіїв, аби разом із ними протистояти Тіні Мадараме. Після перемоги команда викликає в Мадараме «зміну серця», і той зізнається у всіх злочинах. Відтоді Юске долучається до місії Примарних крадіїв, водночас продовжуючи розвивати себе як художник.

## Сприйняття
Юске Кітаґава отримав загалом позитивні відгуки від критиків і фанатів, особливо завдяки своїй ексцентричній, соціально незграбній особистості та пристрасті до мистецтва. Річ Мейстер із Destructoid назвав Юске найкращим новим персонажем 2017 року, зазначивши, що його соціальна незграбність має «дивну чарівність». Саєн Меєр із The Gamer також високо оцінив Юске, вважаючи його найкращим персонажем гри. Хоча він зауважив, що Юске порушує особисті межі та поводиться недоречно, Меєр не виправдовував ці риси, натомість розглядаючи його як ніби «нову особистість» після пробудження Персони. Він також виділив сцену пробудження Юске як найкращу в грі, пояснюючи, що художнє бачення Юске дозволяло йому навіть крадіжку Мадараме сприймати крізь естетичну призму. Стен Годжвеґ із Game Rant був критичнішим до зображення Юске у Persona 5 Strikers, де, на його думку, персонажа зобразили надто карикатурно. Він вважав, що Strikers спростила Юске до рівня комічного персонажа, тоді як у Persona 5 було видно його глибину. Годжвеґ також вказав, що насмішки з боку товаришів Юске суперечили ідеї Примарних крадіїв як групи вигнанців.
Критики також розглядали Юске крізь квір-призму. Кеннет Шепард із Fanbyte зазначив, що Юске «випромінює квір-енергію», зокрема у сцені на човні між ним і Джокером. Шепард критикував гру за те, що вона не дозволила гравцеві побудувати романтичні стосунки Юске й Джокера або інших чоловічих персонажів, незважаючи на очевидну хімію між ними. Люк Планкетт із Kotaku також високо оцінив сюжетну лінію Юске як соратника, однак висловив жаль через відсутність можливості зустрічатися з ним у грі. Мейделін Карпоу із The Mary Sue погодилася з попередніми критиками, вважаючи зв’язок між Юске й головним героєм «очевидним і добре прописаним», і стверджувала, що їхні стосунки мали б більше сенсу, ніж половина гетеросексуальних романтичних ліній у грі.
Окремо Мартін Іванчич проаналізував мовлення Юске, назвавши його прикладом «мистецької елоцунції». Він відзначив його схильність до поетичних метафор і витончених порівнянь, що підкреслює інтелектуальну чутливість персонажа. Іванчич зауважив, що Юске часто проводить паралелі між буденними подіями й глибокими філософськими поняттями, що віддзеркалює його художнє мислення.